# Anouchka Delon

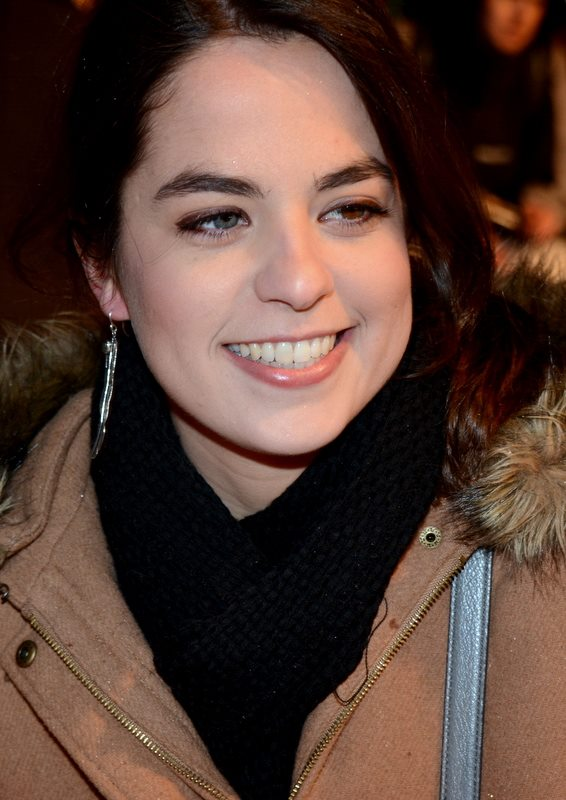
Anouchka Delon (2014)

Anouchka Delon (* 25. November 1990) ist eine französische Schauspielerin.

## Leben
Anouchka Delon wurde 1990 als Tochter von Alain Delon und Rosalie van Breemen geboren. 1994 kam ihr Bruder zur Welt. Der Schauspieler Anthony Delon (* 1964) ist ihr Halbbruder.
Delon hatte ihr Filmdebüt in dem im Dezember 2003 erstausgestrahlten Fernsehfilm Le Lion, einer Verfilmung des Romans Patricia und der Löwe von Joseph Kessel, in dem sie die Rolle der Patricia Bullit an der Seite ihres Vaters als John Bullit, Ornella Muti als Sybil Bullit und Heino Ferch als Julien Keller verkörperte. Ihre Schauspielausbildung erhielt sie von 2007 bis 2010 am Cours Simon in Paris. 2008 eröffnete sie neben Scout LaRue Willis und Bruce Willis mit ihrem Vater den Pariser Bal des débutantes.
2011 debütierte Delon am Théâtre des Bouffes-Parisiens mit dem Stück Une journée ordinaire von Éric Assous, in dem sie die Rolle der Julie an der Seite ihres Vaters als Julien und ihres damaligen Lebensgefährten Julien Dereims als Arnaud spielte. Mit dem Stück gingen sie ab 2013 auf Tournee und standen unter anderem am Théâtre du Léman in Genf und am Théâtre du Beausobre in Morges auf der Bühne.
2019 war Delon im Kinofilm Toute ressemblance von Michel Denisot zu sehen. Im französisch-finnischen Musikfilm Le café de mes souvenirs von Valto Baltzar hatte sie 2020 die Rolle der Maria; im Fernsehfilm I Love You Coiffure (2020) von Muriel Robin verkörperte sie die Rolle der Chantal.
Im Februar 2020 wurden Delon und Julien Dereims, den sie 2021 heiratete, Eltern eines gemeinsamen Sohnes.

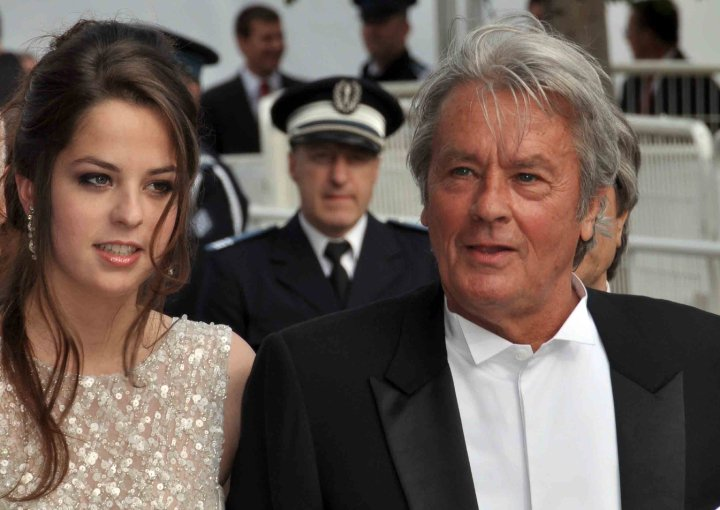
Anouchka und Alain Delon bei den Internationalen Filmfestspielen von Cannes 2010

## Filmografie (Auswahl)
- 2003: Le Lion (Fernsehfilm)
- 2011: Une journée ordinaire (Fernsehfilm)
- 2019: Toute ressemblance…
- 2020: I Love You coiffure (Fernsehfilm)
- 2020: Le Café de mes souvenirs
- 2023: Le Voyage en pyjama